# Урожайное (Сарыкольский район)
Урожайное (каз. Урожайный) — село в Сарыкольском районе Костанайской области Казахстана. Административный центр Чеховского сельского округа. Код КАТО — 396263100.

## Население
В 1999 году население села составляло 861 человек (407 мужчин и 454 женщины). По данным переписи 2009 года, в селе проживало 697 человек (334 мужчины и 363 женщины).